# 佩拉查伊·苏芬
佩拉查伊·苏芬（2004年8月31日—），泰國男子羽毛球運動員。

## 簡歷
2022年8月，佩拉查伊·苏芬与搭档帕克卡波·提拉萨库尔出战新亞奎丹羽毛球未來系列賽，在男双决赛以2比0（21-8、25-23）险胜中华台北强档的賴柏佑／蔡富丞，夺得了首个未来系列赛男双冠军。

## 主要比賽成績
只列出曾進入準決賽的國際賽事成績：
| 年份   | 賽事                       | 公開賽級別 | 項目     | 拍檔                | 成績   |
| ------ | -------------------------- | ---------- | -------- | ------------------- | ------ |
| 2022年 | 新亞奎丹羽毛球未來系列賽   | 未來系列賽 | 男子雙打 | 帕克卡波·提拉萨库尔 | 冠軍   |
| 2023年 | 東南亞運動會羽毛球比賽     | 其他       | 男子團體 | －                  | 季军   |
| 2023年 | 東南亞運動會羽毛球比賽     | 其他       | 男子雙打 | 帕克卡波·提拉萨库尔 | 银牌   |
| 2024年 | 美國羽毛球公開賽           | 超級300賽  | 男子雙打 | 帕克卡波·提拉萨库尔 | 冠軍   |
| 2024年 | 泰国羽毛球國際挑戰賽       | 國際挑戰賽 | 男子雙打 | 帕克卡波·提拉萨库尔 | 亞軍   |
| 2024年 | 越南羽毛球國際挑戰賽       | 國際挑戰賽 | 男子雙打 | 帕克卡波·提拉萨库尔 | 準決賽 |
| 2024年 | 泰國羽毛球大師賽           | 超級300賽  | 男子雙打 | 帕克卡波·提拉萨库尔 | 亞軍   |
| 2025年 | 亞洲羽毛球混合團体錦標賽   | 其他       | 混合團体 | －                  | 季軍   |
| 2025年 | 夏季世界大學運動會羽球比賽 | 其他       | 男子雙打 | 帕克卡波·提拉萨库尔 | 銅牌   |

| 2018-2026年 | 總決賽 | 超級1000賽 | 超級750賽 | 超級500賽 | 超級300賽 | 超級100賽 | 國際挑戰賽 | 國際系列賽 | 未來系列賽 | 其他 |

## 外部連結
- 佩拉查伊·苏芬在世界羽球聯盟的登錄資料